# Csákvár
Csákvár város Fejér vármegyében, a Bicskei járásban.

## Fekvése
A vármegye északi részén, a Zámolyi medencében, a Vértes hegység szélén található. A környező jelentősebb települések közül Vértesboglár 6, Lovasberény 13, Bicske 19, Oroszlány pedig 24 kilométer távolságra található.
Külterületi településrészei közé tartozik Móriczmajor, mely a központjától 5 kilométerre fekszik északkeleti irányban; utóbbi településrészen a lakások száma 2001-ben 26, a lakónépesség pedig ugyanabban az évben 91 fő volt.

### Megközelítése
A város központján délnyugat–északkeleti irányban a Söréd–Bicske közti 8126-os út halad át, közúton ezen érhető el az M1-es autópálya és az 1-es főút, illetve a 81-es főút irányából is. Délkelet–északnyugati irányban a 8119-es út húzódik keresztül a városon, nyugati szomszédja, Gánt felé pedig az utóbbi útból a belvárosában kiágazó 8121-es út biztosít összeköttetést. Határszélét érinti még a Székesfehérvártól a vértesi hegyekig húzódó 8123-as út is, Vérteskozma településrészével pedig a 81 112-es út kapcsolja össze.
Autóbusszal megközelíthető az 1251-es, 1253-as, 1824-es, 1841-es, 1853-as, 8000-es, 8002-es, és 8120-as járatokkal. Az egykori Forna helyé létrejött mai Fornapuszta a város központjától mintegy 3,5 kilométerre délre helyezkedik el, burkolt úton csak a lovasberényi országút felől érhető el.
Móriczmajor településrész eléréséhez a városközpont és Vértesboglár között nagyjából félúton kell letérni a 8126-os útról északnyugati irányban; a településrészt helyközi buszjáratok is érintik.

## Története

### Kr. e. 2100-tól a római kor végéig
A Csákvári Református Egyház története című könyv, melyet 1896-ban adtak ki Nagykőrösön, így írt a községről:
„A történelem azt mondja Csákvár eredetéről, hogy a honfoglalás idejében a mostani Vértes hegység környéke Előd és Szabolcs vajdáknak jutott osztályrészül, ez utóbbinak unokája Csák vetette volna meg alapját, kinek nevéről vette elnevezését is és akinek nemzetsége egész a 14. századig birtokolta a vidékkel együtt. Némely történetírók szerint a tulajdonképpeni Csákvár a maitól északnyugatra, Kőhányás és Vértes-Szentkereszt között feküdt volna, de már a 13. században leromboltatott. Hogy azonban a mai Csákvár is bírt valamely várszerű építménnyel, mutatni látszik az a körülmény, hogy az a magaslat, amelyen az ágost. hitv. templom áll, ma is várdombnak neveztetik.”
A görög égeikumról felvándorolt népcsoport itt telepedett meg, a péceli kultúrát képviselő népesség pedig elég hosszú ideig élt itt. Rájuk utaló tárgyak és jelek az ásatásoknál kerültek pontosításra.
Az 1. század végétől a 4. század végéig a település római provincia volt, ekkor Floriana néven emlegették. A bekebelezett népesség, a nagyszámú légió és kiszolgáló népesség annyira felduzzadt, hogy hamvasztásos temetést végeztek már. Üvegműhelyt működtettek, az agyagból temetkezési táblaköveket készítettek, melyeket fel is használták a temetéseknél. Ezekből a településen található Helytörténeti Múzeum is őriz néhányat.
A 4. század végén a Római Birodalom feloszlik, rányomva bélyegét a még elnyomott, de már felszabadult területek életére és kultúrájára is.
Csákvár város a Dunántúlon, a Vértes hegység lábánál, a Zámolyi-medencében helyezkedik el. Már az i. e. 2100-as években is lakott terület volt. Ezt bizonyítják az itt talált sírleletek feliratai és Csákvár határában a Csákvári-barlang. Ez nemcsak helyi nevezetesség, de a geológusok, illetve a paleontológusok világszerte ismerik. Kretzoi Miklós a kutatása során, az 1920-as években, a pliocén melegkorszaki állatvilág képviselőinek a csontjaira lelt a barlangban. A barlang falára vésve római korból származó feliratot találtak.
Báraczházi felirat:
Diane Sac
M. Aur – Constantinus – Veter
Ex Pretor
Vsimpreto
(Diana istenasszonynak szentelte egy kiszolgált katona.)
Kadić Ottokár szerint a feliratot egy római katona véste a sziklafalba. Nála jóval korábban Rómer Flóris megemlíti A Bakony - Terményrajzi és régészeti vázlat (1860) című írásában: "Nem hagyhatom észrevétel nélkül, hogy szemembe tünt azon különösség, miszerént két itt talált kövön vadászati jelenetek ábrázoltatnak; Schoenwisner pedig mondja régi földleírásában, hogy a baretházi szikla oldalában Csákvár mellett ezen felírás található, mely nyilván a vadászat istennőjére vonatkozik (..)"
A felírás a rómaiaknál szokásos pompeji vörös színű volt. A rómaiak egy országutat is építettek a falun keresztül, mely 1963-ig látható volt a Kossuth Lajos utcában. Ez az út a budai Aquincumtól Bicskéig, onnan Csákváron keresztül Csákberény felé haladva a Fehérvár–Győr úttal egyesült. Ismeretes, hogy a Sopianae – Gorsium – Brigetio út mentén kialakult városkát fallal vették körül. Csákváron tehát ebben az időben virágzó római település volt, mely Floriana néven szerepelt. Az ásatások eredménye mintegy 2000 sír jellegzetes, gazdag leletanyaggal.

### Korai középkor
430 körül hun ellenőrzés alá került a terület, míg Attila meg nem halt, ezután a káni harcok miatt kivonultak Attila utódai a területről, azaz a Kárpát-medencéből.
A déli szláv törzsek és a nyugati választófejedelmek próbáltak teret hódítani, mivel azonban egymással torzsalkodtak, így egyiknek sem sikerült hosszasan megtelepülni, az egész területet leigázni.

### Ahonfoglaláskorától a 19. századig
Az idő múlásával 887–896 között megjelentek a Vereckei-szoros felől a vándorló, új hazát kereső magyarok a hét vezér vezetésével.
A terület, felosztás révén – melyet a törzsek közt végeztek – került új gazdához. Ezt a területet Árpád vezértől Előd kapta, aki a második sereg kapitányának Szabolcs vezérnek volt apja, azzal a kikötéssel, hogy ő lesz a nyugati határőrség vezetője. Előd így a Vértes keleti részének: a mai Csákvár, Gánt, Kőhányás, Kozma és Majk területének lett az ura.
Szabolcs vezértől származik a Csákok nemzetsége, ide vezethető vissza a Csákvár elnevezés is. A történetírók szerint Szabolcs vezér a Vértes tövében hatalmas várat kezdett építeni, amit róla Szabolcsvárának nevezték el. A várat utódai a Csákok fejezték be, és az ő nemzetségükről nevezték el Csákvárnak. Ez már a magyar történelem, mert ettől a Szabolcs kapitánytól veszi kezdetét a Csák nemzetség.
Anonymus és Kézai Simon krónikáiban is felbukkant a település neve. A 11–12. századi sírok, melyek Csákvár temetőjében találhatók, is ezt a tényt bizonyítják.
Csákvárról már 1228-tól fellelhetők írott emlékek a királyi adományleveleken, pl. Czakvara, Czakuara stb. néven. Írásos történelmi adat szerint Csák Miklós végrendeletében 1239-ben Csákvárról is megemlékezik, és fiainak hagyja örökségül.
A Csák nemzetség leszármazottja épített fel e helyen egy sáncvárat. Igen erős volt a Csák nemzetség, még az Anjou királyok is viaskodtak velük, a terület pedig sokszor cserélt a Csákokon belül gazdát. Károly Róbert uralkodása idején 1326–ban a Gesztes vár birtokához csatolták.
Ezt a területet birtokolta Újlaki Lőrinc, Somi József, temesi bán, de mindig a Csák nemzetségen belül maradt. Kisebb – nagyobb összegekért 100 – 2000 aranyforintért cserélt gazdát. Az 1500-as évek végén Nyáry István javai között szerepelt Csákvár, a környező területekkel együtt, majd halála után a feleségére hagyományozta.
1638–ban gróf Eszterházi Miklóst megválasztják nádorrá. Házasságot kötött a Csák nemzetségű Nyári Krisztinával, Csák István lányával, Így lett Csákvárból 307 évig – azaz 1945–ig Esterházy – birtok.
A török hódoltság idején Csákvár lakossága jelentősen megfogyatkozott, a települést felégették. A török elvonulása után a népesség szaporítására Esterházy gróf külföldről svábokat hozott be birtokaira – a faluban fellelhető Német utca elnevezés ma is ezt őrzi.
A betelepített svábokkal együtt iparosok is betelepültek a községbe. Iparos céhek alakultak meg, melyek 1872–ig tevékenykedtek. Ilyenek voltak a csizmadia, fazekas, kovács, bognár, ács, szabó, szűrszabók és gombkötők, takácsok céhe.
Leghíresebb volt a fazekasok céhe. A Csákvár környékén bányászott tűzálló agyag kitűnő nyersanyagnak bizonyult számukra. Az ebből készített edények nem repedtek meg a nyitott tűzhelyen. Volt idő, amikor 160 fazekas dolgozott. A mesterség négy ágon futott a faluban.
1. Fazekasok – tűzálló földből dolgoztak
2. Tálasok – nem tűzálló edényt készítettek
3. Kályhások – tűzálló földből szebbnél szebb kályhákat készítettek
4. Korsósok, vörösedényesek

Ezen kézműipar oly fejlettségre tett szert, hogy a Dunántúl legnagyobb fazekasközpontja volt. Innen látták el a Dunántúlt és a Duna-Tisza közét a Dráváig cserépedényekkel.
Ezen kívül fejlett volt Csákváron a takács, bognár, kovács, kádár mesterség is.

### Csákvár a 19. század második felében (Esterházy család)
Az Esterházy család a 17. században néhány évtized alatt az ismeretlenségből az ország leggazdagabb földbirtokosai közé emelkedett, és nemcsak a magyar, hanem az egész Habsburg – monarchia történetében jelentős szerepet játszott.
Az Esterházy nevet a 16. század közepén élt Benedek használta először. Fia, Ferenc, Pozsony vármegye alispánja anyjától, Bessenyei Ilonától a galántai birtokot örökölvén felvette a Galánthai előnevet. A család három főágának alapítói Ferenc és Illésházi Zsófia gyermekei: Pál a zólyomi, Dániel a cseszneki, Miklós a fraknói ág alapítója.
A család vagyonának és fényének alapját Miklós, a „szenvedélyes birtokszerző” vetette meg. 1625–ben már nádorispán, 1626–ban megkapta a fraknói várat és vele a „Fraknó örökös és szabad grófja” címet.
Idősebb fia, Pál – 1687–ben kapott hercegi rangot – a hercegi ág, fiatalabb fia, Ferenc a fraknói és cseklészi grófi ág megalapítója.
A grófi család gesztesi uradalmának Csákvár volt a központja, Gesztesvár már a 17. században használhatatlanná vált. Ahogy a család egyik-másik ága kihalt vagy esetleg több fiúutód miatt több ágra bomlott, úgy változott az is, hogy csak a gesztesi vagy mellette más uradalmakat is birtokolt–e a földesúr. Csákvárt az óriási Esterházy birtoktömbben akkor is külön uradalomként kezelték, ha ura egyben Pápa vagy Tata földbirtokosa is volt.
Az Esterházy család jó gazdája volt ennek területnek, mely igen kiterjedt birtok volt, hiszen 56000 hektárt tett ki egy tagban. Azért is volt igen szerencsés Csákvár, mert a grófi család itt építtette fel a kastélyát 1778–tól. De jó gazda módján még sok mindent épített: zárdát, iskolát, belmajort, cselédházakat, fejlesztette a mezőgazdaságot. Gépesítettek is, az első tényleges építés egy téglagyár volt a fornai úton. Ez termelte meg az építéshez szükséges összes téglát. Nagyon sokat tett az Esterházy család a faluért is.
Az elkészült zárdában leányiskolát működtettek. 1896–ban a gróf megalakította a gazdaképzőt, itt taníttatta a vezetőgárdát, és a gazdákat. Az Esterházy család építtette a településen található tűzoltó tornyot – ma Helytörténeti Múzeum – mellé lakást, szertárat. Ők vették az első kézi hajtású tűzoltókocsit, majd a másodikat a Budapesti Szivattyúgyár készítette el a gróf megrendelésére.
Csákvár központjában terül el a hatalmas park övezte, lenyűgöző méretű Esterházy–kastély. Az eredetileg barokk kastélyt Esterházy János építette. A dór stílusú kápolnaszárnya négy oszloppal és klasszicista színházzal 1760 és 1765 között készült, Fellner Jakab munkája. Az épületet 1781 és 1823 között többször is átalakították, ekkor kapta mai klasszicista formáját. Terveit valószínűleg Charles Moreau francia építész készítette.
A kerti homlokzat oszloprendjének fogsorpárkányzatos mellvédjén, az Esterházy-címer alatt a kastély építésének időpontjaként az 1781–es évszám látható. A kastély gazdagon tagolt homlokzata, díszudvara, timpanonos, dór oszlopcsarnoka mögül nyíló főbejárata fejedelmien előkelő. Az oldalszárnyakkal kiegészített épületben tulajdonosaik kápolnát, színházat, könyvtárat, képtárat, vadásztermet, lovasiskolát is berendeztek.
A Vértes erdőségeinek peremén elhelyezkedő, egykori főúri rezidencia különleges értéke a nagy területű angolpark, amelyet a kastély építkezéseivel párhuzamosan, részletes és szakszerű tervek alapján, évtizedek munkájával, nagyobbrészt az „angolpark” szellemében alakítottak ki.
Ennek az elképzelésnek megfelelően az őshonos molyhos tölgyek, kőrisek, juharok közé új fasorokat telepítettek, melyeket úgy csoportosítottak, hogy a formák gazdagsága, a tisztások, sétautak, fasorok, színes virágfelületek változatos elhelyezése elragadó látványt nyújtson. A kert esztétikai értékét a területén átcsörgedező, az épület előtti medencébe ömlő, patakkal emelték. A félreeső pontokon különös formájú kis kerti lakok, pihenőházak, emlékművek álltak, melyeket a családtagok ajándékozták egymásnak különböző családi ünnepek, évfordulók alkalmával.
Különleges értéke a parknak a csaknem 40 méter magas, közel 150 éves mamutfenyő. Körülötte vérbükkök, egy terebélyes vasfa, valamint szép törökmogyoró és ezüst hárs állomány él. A közelben erdeifenyő, feketefenyő, virginiai boróka és vörösfenyők látványos csoportja díszlik. Kisebb erdőket alkot a vadgesztenyés, amely szillel, akáccal, gyertyánnal vegyül. Máshol karcsú oszlopos, nyugati tuják, tiszafák, molyhos tölgy és csertölgy hoznak változatosságot a képbe, a juharlevelű platán kisebb erdőt képez a tó partján.
1781–ben Esterházy János építette barokk stílusban a Schönbrunni kastély mintájára. Galánthay gróf Esterházy János magának és utódainak építette ezt a városi zajtól távol eső pihenőhelyet felesége, erdődi gróf Pálffy Anna Mária közreműködésével.
1823–ban Esterházy Miklós újította fel mai formájában, neoklasszikus stílusban. Gróf Esterházy Miklós, János fia, feleségével Roisin Franciska őrgrófnővel, ezt a szüleiktől emelt épületet új épületrészek hozzáadásával bővítették. Hatalmas parkjában külön színházépülete is volt.
A kastély jelenleg a Fejér Megyei Szent György Kórház Csákvár Kórház részlegeként üzemel.
Csákvár 1792–ben mezővárosi rangot, 1793–ban vásártartási privilégiumot kapott.
Ebben az időben volt itt református lelkész Kováts Sámuel. A lelkész közel három évtizeden át volt lelkipásztora a csákvári református gyülekezetnek. Műveltségét Sárospatakon, Debrecenben és külföldi egyetemeken alapozta meg. Nemcsak lelkész volt, hanem költő is, valamint korának jellegzetes alakja. Baráti kapcsolatot tartott fenn a felvilágosodás csaknem valamennyi ismert alakjával. Levelezett Virág Benedekkel, Baróti Szabó Dáviddal, Kazinczy Ferenccel. Csokonai meg is látogatta őt.
Csákvár 1830 körül élte virágkorát. Esterházy Miklós 1832–ben uradalmi kórházat alapított. Ezt később bővítették: szellőztetővel, fürdővel látták el. A gyógykezelés az uradalom alkalmazottai számára ingyenes volt.
Az 1848–as választások során a csákváriak Madarász Lászlót, a forradalom egyik legradikálisabb alakját választották követté. A világosi fegyverletétel után is tartottak fenn kapcsolatot a még harcoló komáromi védőkkel.
A forradalom után Esterházy Miklós az erdők, a csákvári és a tatai gazdaság kivételével az egész majorsági birtokállományt bérbe adta. 1856–ban bekövetkezett halála után kettévált a reformkor óta Tatával egységben kormányzott birtok.
Az uradalom központja és házi kezelésű gazdasága Csákvár maradt.
1878–ban alakult a Csákvári Önkéntes Tűzoltó Egyesület. Tiszteletbeli tagjai között volt József főherceg és Széchenyi Ödön gróf, első főparancsnoka gróf Esterházy Miklós Móric volt.
Esterházy Miklós Móric – az iskolaalapító édesapja – kiváló diplomata volt. A császári udvar követe volt a római kúriánál, majd tárca nélküli miniszter két, egymást követő osztrák kormányban. Ellenezte a poroszok elleni háborút, majd az 1866–ban bekövetkezett vereség után visszavonult csákvári kastélyába.
Esterházy Miklós Móric fia, aki apja nevét viselte, Rómában született 1855–ben, tanulmányai végeztével gazdálkodni kezdett, külföldi utazásokat tett. Álnéven vagy névtelenül cikkeket írt bel– és külföldi lapokba. Az országos politikában ugyan csak egyszer hallatta hangját – a Néppárt egyik alapítója volt – Csákvárért annál többet tett. 1883–ban ide telepítette a Szent Vincéről elnevezett apácarendet. A zárdához tartozott az általa alapított és fenntartott két óvoda, leányiskola, kórház, szegényház és árvaház. A szerzetes nővérek társadalmi tevékenységet is folytattak – ők tanították az iskoláskorú lányokat – 1918–ig öt különböző vallásos egyesületet alapítottak.
Az 1892-ben a gróf a csákvári uradalmat személyesen irányította és mintaszerű tőkés gazdasággá szervezte át. Mindehhez meg is volt a szaktudása, hiszen gazdasági tárgyú kérdésekről rendszeresen publikált az akkoriban megjelent gazdasági lapokban. Az 1890–es évek elején politikai szerepet vállalt a katolikus megújulás mozgalmában, majd a katolikus Néppártban. Számos kulturális egylet bőkezű mecénása lett, és évekig elnöke volt a budapesti Katolikus Körnek. A keresztényszociális mozgalom híve volt, vallotta, hogy a parasztság felemelkedését legjobban az szolgálja, ha a gazdasági kultúrát terjesztik és megoldják a gazdasági iskoláztatás gondját is. Ennek érdekében vállalta, hogy elnöke legyen az Országos Méhészeti Egyesületnek és aktívan részt vett a Komárom, valamint a Fejér megyei Gazdasági Egyesület munkájában. Így kerülhetett sor arra is, hogy az 1891–es Komáromi Gazdasági Kiállításon saját pavilonnal jelent meg. 1887–ben 1000 forintos, ún. Esterházy–díjat alapított a gazdák jutalmazására. Csákváron 1891–ben magánfenntartású földműves iskolát alapított kizárólag parasztfiatalok számára ingyenes ellátással. Az iskola oktatási tervét saját maga dolgozta ki, s akadémiát végzett tanárt fogadott, Szilárd Gyula személyében.
Az uradalma alá tartozó elemi iskolák mindig számíthattak bőkezű segítségére; korszerű épületet emelt a földművesiskolának, Csákváron emeletes épületet épített a leányiskolának, s ezt kisdedóvóval együtt magániskolaként tartotta fenn. Komárom vármegyében nagyobb összegeket juttatott a császári, az igmándi és a száki iskolák építésére, sőt hozzájárult a vértessomlyói (zsemlyei) református népiskola építéséhez is, pedig nem is az ő birtoka volt. 1889–ben felépítette a szintén magániskolaként működő makkpusztai iskolát. Az ászári iskolaépítés szervezésének első tárgyalása minden bizonnyal Esterházy Miklós Móriccal folyhatott le, s miután személyes döntésével ígéretet tett a támogatásra, így kezdődhetett meg a tervezés – szervezés. 1925–ben, 70 éves korában érte halál a nagyszerű politikust és iskolaalapítót.
Esterházy Móric, Esterházy Miklós Móric fia, Majkon született 1881–ben. Tanulmányait a budapesti és az oxfordi egyetemen végezte. Országgyűlési képviselő, 1917 májusától augusztus közepéig miniszterelnök volt. Az ellenzéki pártokból alakított kormánya jelentős választójogi és szociálpolitikai reformokat tervezett. 1931–től ismét képviselő. Mindvégig ellenezte Magyarország háborús részvételét. 1944 szeptemberében ott volt az ú.n. koronatanácson, melyen a háborúból való kilépést határozták el; amit Horthy október 15–én proklamált. Ez év decemberében a Gestapo letartóztatta, Sopronkőhidára, majd 1945 tavaszán a fegyház áttelepítésével Németországba került. Távollétében a németek az uradalom állatait elhajtották, a magtárakból a gabonát elvitték. Esterházy Móric hazatérte után nem vállalt közéleti szerepet. Ellenállási érdemeit elismerték ugyan, 1951–ben mégis kitelepítették. 1956–ban Bécsbe emigrált, majd ott halt meg 1960–ban.

### Csákvár a 20. században
A község lakossága szorgalmas, tisztességtudó jobbágynép volt. A tavaszi munkák elvégzése után a Balaton melletti uradalomba jártak gabonát csépelni, nyomtatni és az így szerzett gabonával gyarapították szűkös bérüket.
A háborúk során sokat szenvedett az itt élő nép. Az első világháborúban a 638 bevonult katona közül 208 hősi halált halt. A második világháborúban, 1944–45 fordulóján Magyarország legszörnyűbb helye a Vértes volt. Három hónapig hullámzott itt a front. A lakosság teljesen el volt zárva a külvilágtól, kiszolgáltatottságban élte át a vérzivataros hónapokat. A háborúk áldozatainak emlékére a község 1990–ben emlékművet állított.
A Tanácsköztársaság bukását követő két évtized békésen telt. Jelentős előrelépés történt a nevelés terén, élénk egyesületi élet folyt. A katolikus és a református iskolában is új tanítói állásokat létesítettek, újra megnyitotta kapuit az evangélikus iskola. Működött ipari tanonciskola és kísérlet történt egy polgári iskola felállítására is. A tanítók fontos szerepet vállaltak a társadalmi életben. A Polgári Lövészegylet, a Katolikus Kör vezetése, a HANGYA felügyelete kezükben volt, népművelési esteket tartottak, tagjai voltak a testnevelési bizottságoknak. A református tanító hitelszövetkezetet alapított. Ebben az időben két dalárda, három színjátszó csoport és öt zenekar volt Csákváron.
Tovább épült az egyébként is jó egészségügyi szervezet. 1931–ben már külön uradalmi és külön községi orvos működött. 1940–ben Esterházy Móric községi egészségház építéséhez biztosított megfelelő helyet.
Az 1941-es népszámlálás adatai szerint Csákváron 5084 fő lakott, közigazgatási területe ekkor 20649 kat. hold volt, melyből 13729 kat. holdat gróf Eszterházy Móric birtokolt. 100 holdon felüli birtokkal rendelkezett a róm. kat. egyház (146), a község (273), a legeltetési társulat (830), illetve a község telkesgazdái (172).
1944–ben a község területén 3500 telket számoltak, melynek területe 20660 katasztrális hold, ebből 16000 kh. az Esterházy gróf tulajdonában volt, 250 kh. egyházi terület, a többi a lakosság tulajdonában volt. A község lakóiról a következő felmérés készült a foglalkozás tekintetében:
A lakosság 30%–a teljesen földnélküli mezőgazdasági cseléd, 20%–a iparos volt. Néhányan átjártak dolgozni a szomszédos Gánt településen lévő bauxitbányába. Az értelmiségi dolgozók száma a lakosság 10%–át tette ki.
1944-ben Csákvár külterületi lakott helyei közé tartoztak a következők: Alle-erdészlak, Aranyhegy, Badacsonymajor, Dobogóhegy, Fornapuszta, Gurdimajor, Szúnyogmajor, és Téglaház. A község a móri járáshoz tartozott. Az egyházi hivatalok közül a római katolikus plébánia, a református és az evangélikus lelkészi hivatalok működtek.
Az 1944. december elején elrendelt anyagi és személyi kiürítést nem hajtotta végre a község vezetősége. A németek az Eszterházy uradalom kb. 300 lóból álló ménesét elhajtották, a sertéshizlalda állományát és a magtárakban fellelhető gabona egy részét is magukkal vitték.
A községet 1944. december 24–én foglalták el a szovjet csapatok. A következő több mint három hónapban – bár a község mindvégig a szovjet csapatok kezén maradt – a frontvonal közelsége további súlyos károkat okozott.

### II. világháború után
A háború után megkezdődött a község fejlődése a nagyüzemi mezőgazdaság keretei között.
1945 nyarán megalakult a Kommunista Párt helyi szervezete. Ennek vezetésével földosztó bizottság alakult, s mintegy 130 család kapott földet az Esterházy család birtokából. Április 30-ig 477 gazda kapott 3234 hold szántóföldet és 423 hold rétet. A pátkaiak a község határából 834 holdnyi földet kaptak. Összesen 528 család igényelt földet, közülük 222 család korábban egyáltalán nem rendelkezett földdel. Az uradalom 5251 kataszteri hold erdeje állami tulajdonban maradt. A rászorulóknak belterületen és zárt kertben 84 házhelyet juttattak (1945 őszén összesen 528 család kapott ingatlant).
1945. április 30-án Csákváron tartózkodott 4572 polgári személy. A község házai közül 765-öt találtak lakható állapotban, 135-ön kisebb javítások végzése szükségeltetett. Kereken 60 ház pusztult el a háborúban. Az állatállomány a következőképpen alakult: 152 ló, 32 csikó, 163 tehén, 12 ökör, 9 borjú, 7 sertés, 104 malac, 14 lúd, 28 kacsa, 225 tyúk, 20 kecske, 14 juh. A gazdáknál 120 mázsa búza, 90 rozs, 150 mázsa napraforgómag maradt.
Csákvárt az 1950-es járásrendezés során csatolták a Móri járástól a Bicskei járáshoz.
1949–ben a helyi HANGYA szövetkezet helyébe létrejött a Földműves Szövetkezet. A szövetkezet feladata volt többek között a termelés, a felvásárlás és a kereskedelem. 1950–ben a volt Esterházy-birtokon megalakult a Csákvári Állami Gazdaság, ekkor még a legszükségesebb gépeket az 1949-ben alakult gépállomás szolgáltatta.
A községben lévő hatalmas, emeletes, barokk Esterházy-kastély átépítését 1950–ben kezdték meg. Fő profilját tekintve még mindig elsősorban tüdőszanatórium volt, de már közkórházi funkciókat is ellátott. Jelenleg a székesfehérvári Szent György Kórház részeként üzemel. A 420 ágyas szanatórium mellett, 26 lakásos korszerű orvoslakások is épültek a kórház orvosai részére, 1961–ben.
1952–ben 75 hellyel szociális otthon is létesült a volt apácazárda épületében. 1964–ben megnyílt a Helytörténeti Múzeum, ahol a községen végzett ásatások leletei mellett egyéb helytörténeti gyűjtemény is helyet kapott. Az 1964–65–ös tanévben Csákváron Kertészeti Szakközépiskola indult, a földműves iskola hagyományainak folytatására.
A község gazdasági életének szerves részét alkotta a Tolbuchin MGTSZ, amely az 1949–ben alakult termelőszövetkezeti csoportból (tszcs) fejlődött ki, és 1950–ben vette fel a Tolbuchin nevet. A rendszerváltásig a környező falvak termelőszövetkezeteinek körzetesítési központja volt. Amíg virágzott, rengeteg fiatal szakembert foglalkoztatott, evvel hozzájárult a napi ingázók számának csökkentéséhez. 1990–ig a lakosság nagy részét foglalkoztatta a Csákvári Állami Erdőgazdaság, manapság egy helyi vállalkozó üzemelteti. A nehéz testi munka megszűnt az erdőn is, a fakitermelés és feldolgozás a legmodernebb gépekkel folyik.
A nyolcvanas években az alábbi célokat tűzték ki Csákvár regionális fejlődése tekintetében 2000–ig:
„A termelő ágazatok közül a mezőgazdaság megtartja uralkodó jellegét, bár a foglalkoztatottak száma csökken, mégis a népesség bázisa marad. A mezőgazdasági nagyüzemesítés megindult szakosítása és zárt rendszerű termelése biztosítja az eltartóképesség növekedését és a terület termelési értékének emelkedését. A körzetben termelt mezőgazdasági termékek egy részének elsődleges feldolgozására célszerű lenne feldolgozó üzemek telepítése. Az ipar nem képvisel jelentős súlyt Csákvár gazdasági életében és további jelentős telepítés sem várható. Kisebb könnyűipari üzem telepítése megoldaná az ingázó nők foglalkoztatását.”
A község kedvező természeti adottságai alapján a mezőgazdasági termelés mellett az üdülőfejlesztés kerülhet előtérbe.”
A század 70-es éveinek elején Csákváron 5300-an laktak, és a 760 általános iskolás, valamint a közel száz óvodás korú gyermek a falu népességének gyarapodását mutatja. Létrejött a 400 ágyas megyei TBC intézet, ahol tizenkét orvos dolgozott, valamint a gyógyterápiás intézet, ahol a gyógyult, de eredeti munkakörükben nem foglalkoztatható betegek részére átképző tanfolyamokat szerveztek.

### Napjainkban

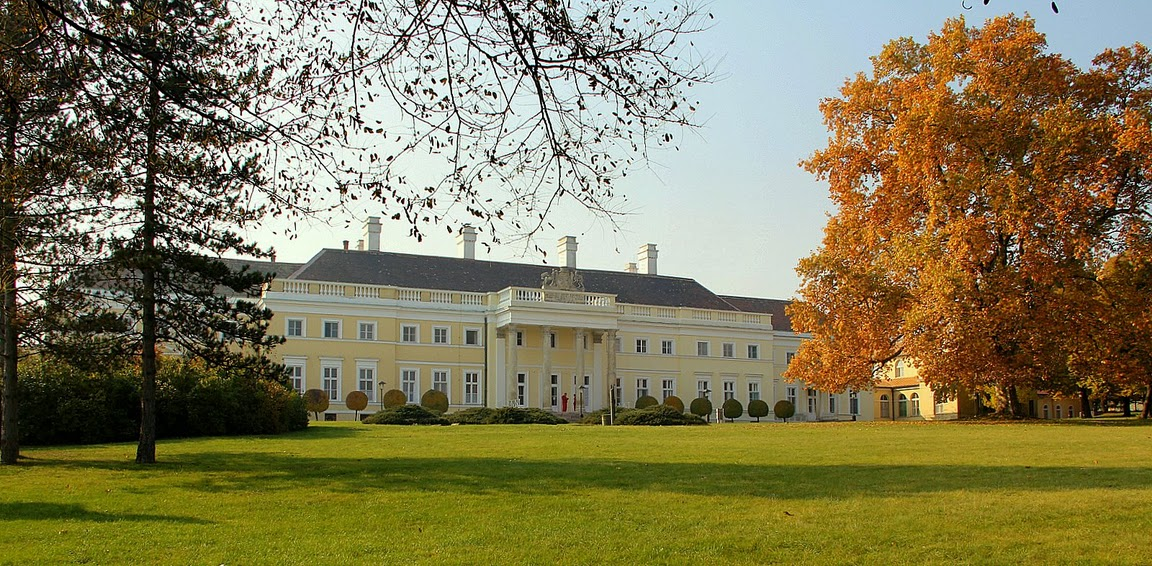
Esterházy-kastély

Csákváron a 2000. évi adatok szerint 5159-en laktak, 301 működő vállalkozást, 21 korlátolt felelősségű társaságot, négy szövetkezetet, 34 betéti társaságot és 238 egyéni vállalkozást regisztráltak. A statisztikai adatok a község dinamikus fejlődését bizonyítják. Az évszázados hagyományokkal rendelkező kézművességre, elsősorban fazekasságra épülő turizmus is rejt magában még kiaknázatlan lehetőségeket.
A közigazgatási és igazságügyi miniszter javaslatára 2013. július 15. napján városi címet kapott.

## Közélete

### Polgármesterei
- 1990–1994: Bokodi István (MDF)[12]
- 1994–1998: Bokodi István (Fidesz-FKgP-KDNP-MDF-SZDSZ)[13]
- 1998–2002: Giesz János (független)[14]
- 2002–2006: Giesz János (független)[15]
- 2006–2010: Giesz János (független)[16]
- 2010–2014: Katonáné dr. Venguszt Beatrix Margit (független)[17]
- 2014–2019: Illés Szabolcs (Fidesz-KDNP)[18]
- 2019–2024: Illés Szabolcs (Fidesz-KDNP)[19]
- 2024– : Illés Szabolcs (Fidesz-KDNP)[1]

## Népesség
A település népességének változása:
| Lakosok száma | 5197 | 5212 | 5225 | 5529 | 5463 | 5438 | 5410 |
|               | 2013 | 2014 | 2015 | 2021 | 2022 | 2023 | 2024 |

A 2011-es népszámlálás során a lakosok 83,2%-a magyarnak, 1,2% németnek mondta magát (16,7% nem nyilatkozott; a kettős identitások miatt a végösszeg nagyobb lehet 100%-nál). A vallási megoszlás a következő volt: római katolikus 33,6%, református 17,5%, evangélikus 3,3%, görögkatolikus 0,2%, felekezeten kívüli 15,9% (28,8% nem nyilatkozott).
2022-ben a lakosság 88,7%-a vallotta magát magyarnak, 1,1% németnek, 0,3% cigánynak, 0,1-0,1% szerbnek, lengyelnek, görögnek, románnak, bolgárnak, ukránnak és szlováknak, 2,1% egyéb, nem hazai nemzetiségűnek (11,2% nem nyilatkozott; a kettős identitások miatt a végösszeg nagyobb lehet 100%-nál). Vallásuk szerint 25,8% volt római katolikus, 14,9% református, 3% evangélikus, 0,3% görög katolikus, 0,3% egyéb keresztény, 0,9% egyéb katolikus, 16,4% felekezeten kívüli (38,2% nem válaszolt).

## Nevezetességei
- Esterházy-kastély – klasszicista stílusban, 1781
- Vértes Múzeum
- Lőportorony
- Csákvári-barlang
- Sasfészek-barlang

### A csákvári fazekas-kerámia
Készítése Csákváron több évszázados múltra vezethető vissza. A fazekas mesterség művelői már az 1600-as évek elejétől élnek, s dolgoznak a településen, amely egykor a Dunántúl kiemelkedő fazekasközpontja volt. A 19. században híres céhközpont volt, messze földről jöttek ide mesterséget tanulni az akkori vándorlegények. A fazekasmesterség apáról-fiúra szállt. A fazekasok gyermekei már 8-9 éves korban elkezdtek „játszani” a korongon, apró tárgyakat készítettek. Ez volt az „inasidő”, mely általában 5 évig tartott, s „legénykorban” vándorolni indultak a felcseperedett ifjak, hogy más vidéken, más fazekasoknál is tanuljanak, hasznosítsák és otthon továbbfejlesszék az út során megszerzett tudást, majd hazaérkezve mestervizsgát tegyenek.
Bár a híres fazekasmesterség mára kissé háttérbe szorult, szerepét nagyrészt a gyáripar vette át, Csákvár fazekas népművészete ma is virágzik. A mai népi iparművészek tovább viszik elődeik örökségét, a gyönyörű népművészeti motívumokat, régi formákat, díszítéseket.
Itt található a helyiek elnevezése szerint a Fazekasház is.

## Galéria

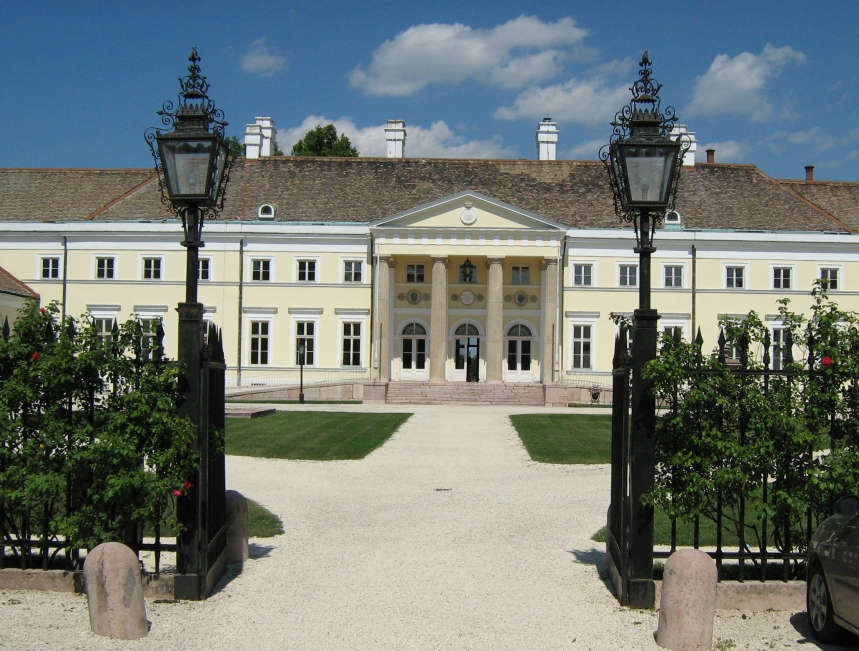
Esterházy-kastély
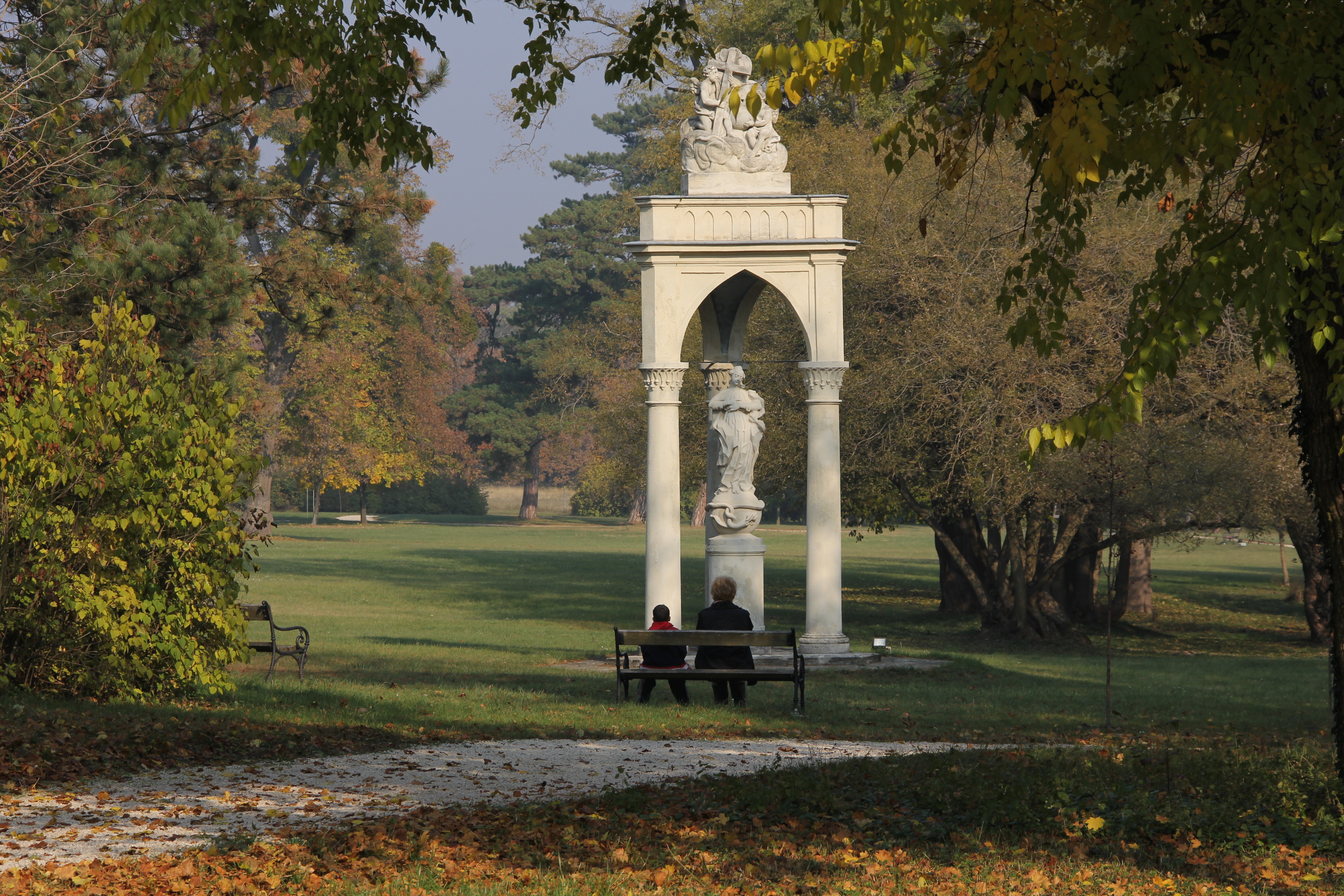
Az Esterházy-kastély parkja
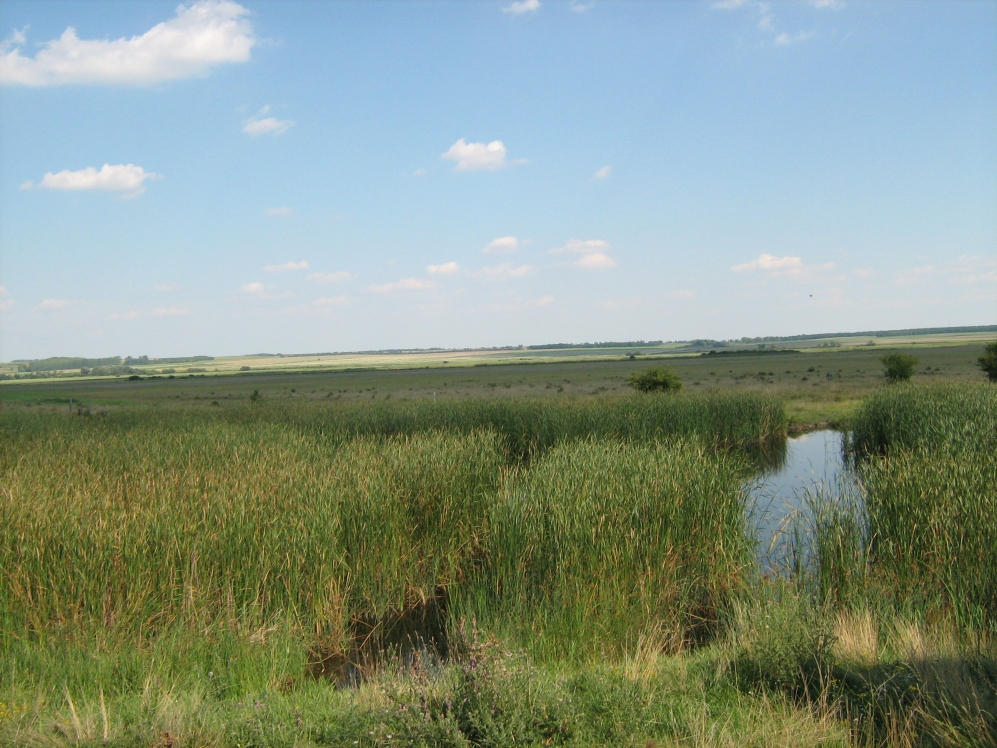
Csákvár, csíkvarsai láprét
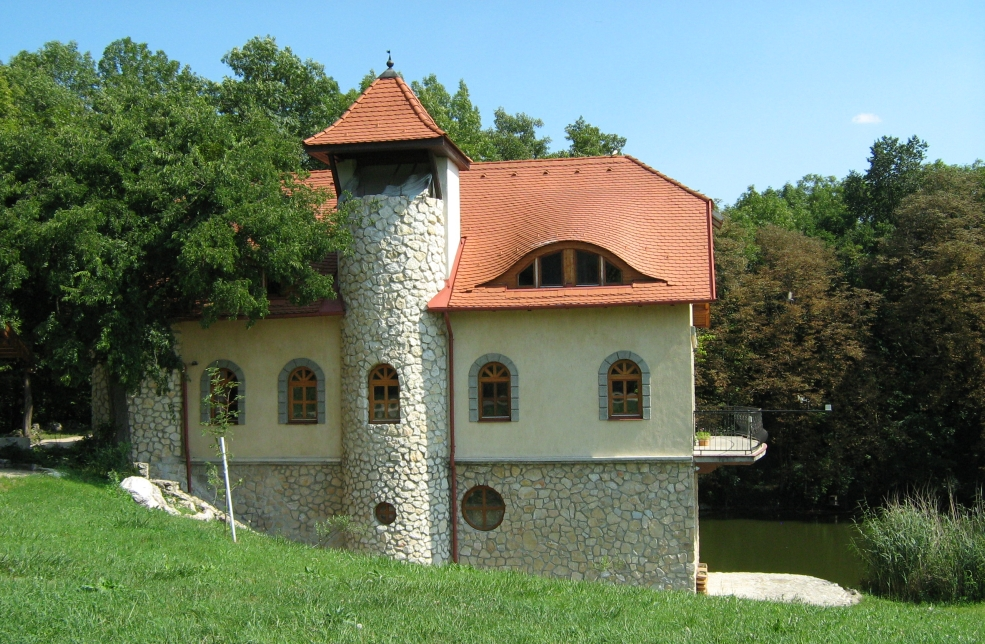
Gessner-ház
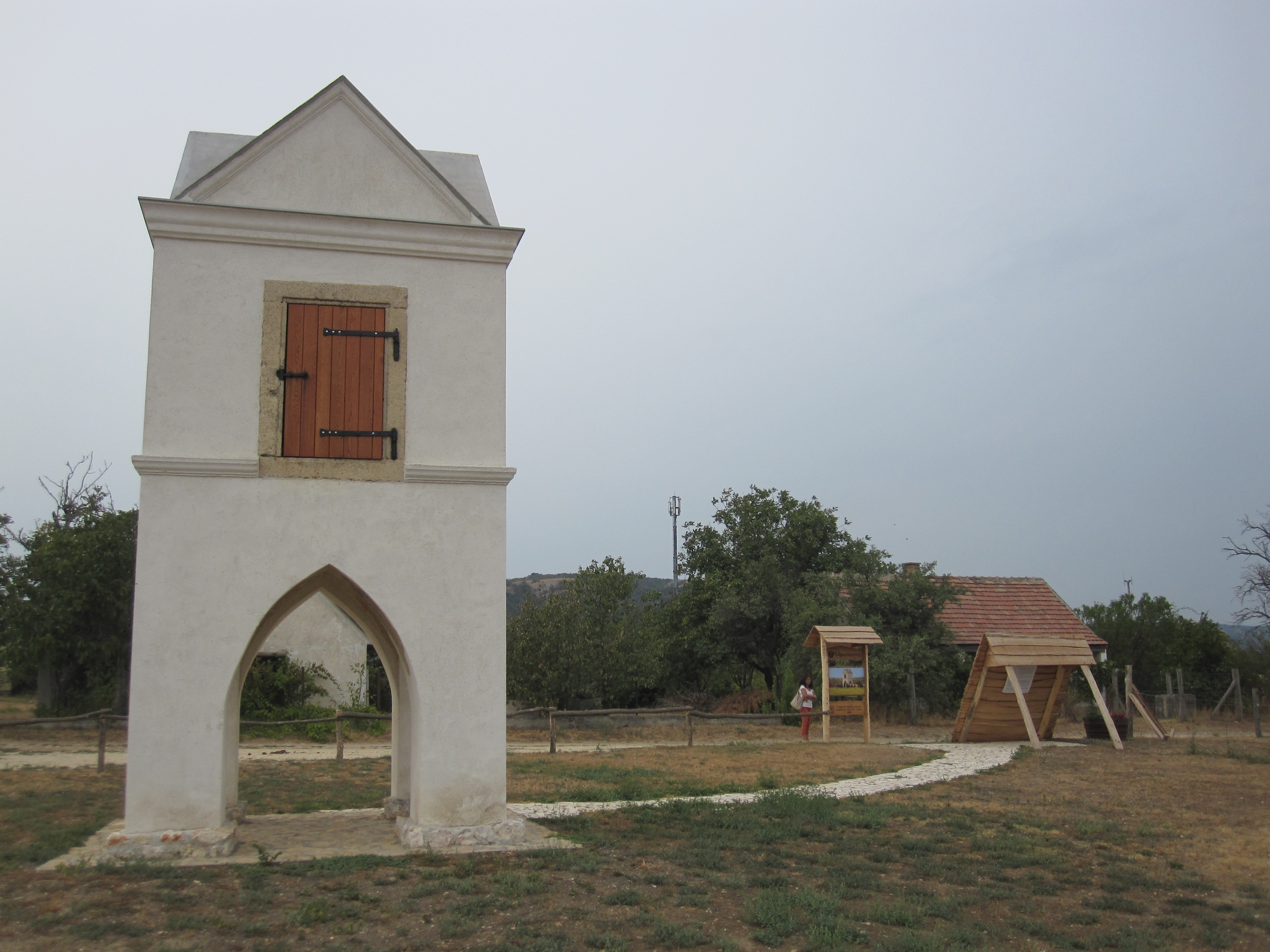
Lőportorony

## Híres emberek
- Csokonai Vitéz Mihály 1802 szeptemberében itt időzött barátjánál, Nagy Gábornál. A községben két szerelmes verset írt.
- Vértesy János honvédfőhadnagy; százados az amerikai polgárháborúban itt született 1825. december 25-én.
- Libényi János, a Ferenc József elleni, 1853-as merénylet elkövetője 1831-ben itt született.
- Pettenkoffer Sándor – borász, ampelológus 1868. október 16-án itt született.
- Sterk Károly 1881. szeptember 19-én itt született. Magyar sakkozó, sakkolimpikon, nemhivatalos sakkolimpiákon arany és ezüstérmes, magyar bajnoki ezüst és bronzérmes.
- Paulini Béla 1881-ben itt született. Sok elbeszélést, tréfás hírlapi cikket írt, de főként gyermekirodalommal foglalkozott. Ő teremtette meg a magyar műmesét. Mélyrehatóan tanulmányozta a népszokásokat és a népviseletet is. Könyveit maga illusztrálta: "Gombóc Kelemen", "Dugasz Matyi birodalma", "A hétfülű szamár", "A csillagjáró". Paulini Béla írta a Háry János szövegkönyvét is, melynek zenéjét Kodály Zoltán szerezte. A Háry Jánost először 1926-ban mutatta be az Operaház.
- Tersztyánszky Ödön kardvívó olimpiai bajnok itt született 1890 március 6-án.
- Csányi László karnagy, a Magyar Rádió Gyermekkórusa egyik alapítója itt született 1924 április 23-án.